# Aldea Valle María
Aldea Valle María est une localité rurale argentine située dans le département de Diamante et dans la province d'Entre Ríos.

## Histoire
Il a été fondé le 21 juillet 1878 par des familles allemandes de la Volga. Beaucoup d'entre elles étaient originaires du village Mariental de la colonisation allemande de la Volga, d'où le nom du village fondé en Argentine.
La municipalité de 2e catégorie a été approuvée par la loi no 7963 votée le 5 août 1987 et promulguée le 11 août 1987 et créée par le décret no 4401/1987 MGJE du 7 août 1987.
L'expansion urbaine de la ville a été réalisée par le décret no 4756/1984 MGJE du 3 décembre 1984.

## Religion
| Archidiocèse | Paraná                |
| ------------ | --------------------- |
| Paroisse     | Inmaculada Concepción |

## Jumelages
Aldea Valle María a signé des liens de coopération durables, dans le cadre du jumelage, avec les villes suivantes :
- Meinhard, Hesse, Allemagne (1er mai 2019)[6].